# Räddningens öar

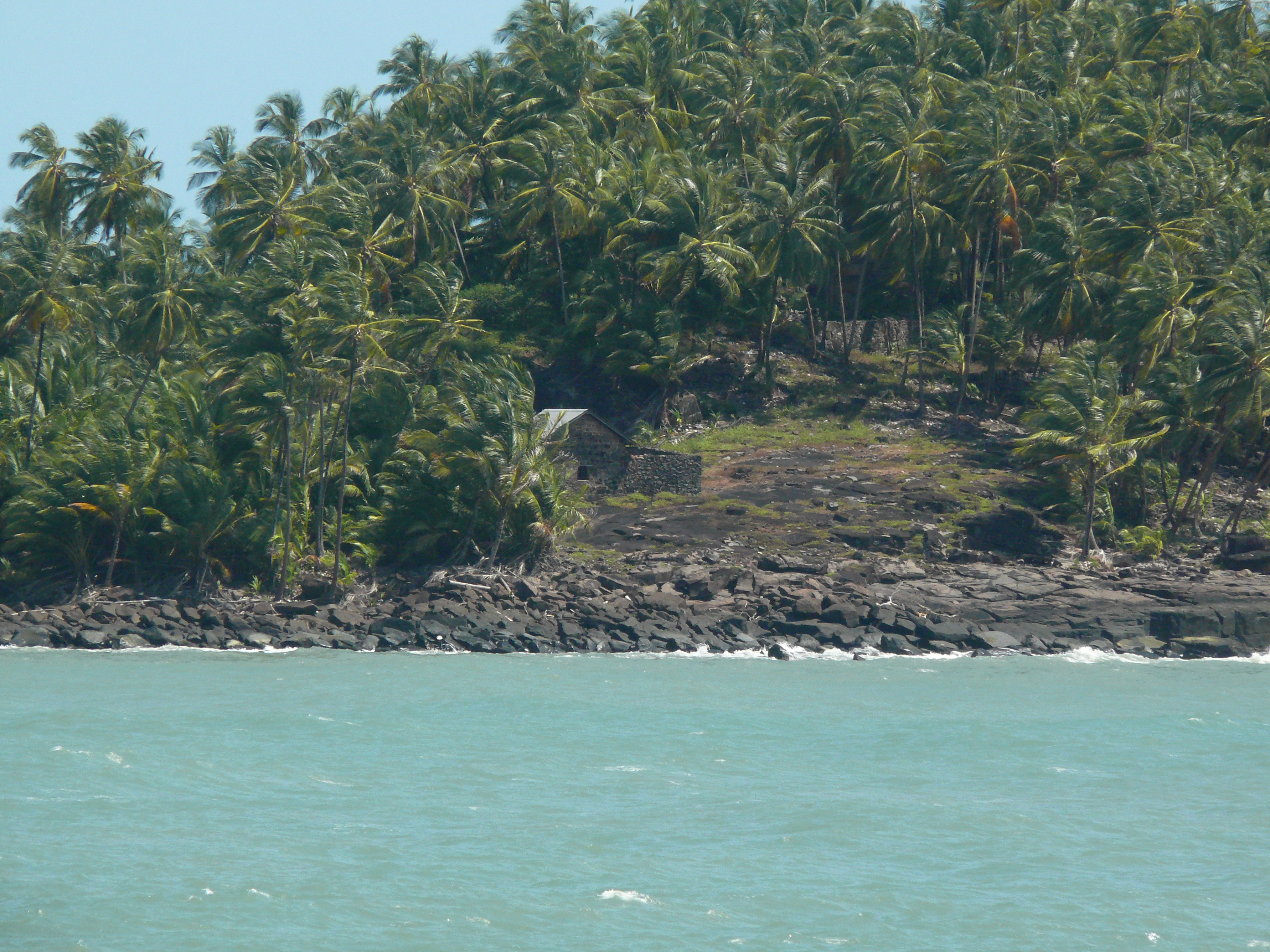
Djävulsön där en stor del av berättelsen utspelar sig.

Räddningens öar (fransk originaltitel: Papillon) är en roman från 1969 med självbiografisk stomme av Henri Charrière. Romanen handlar om vistelser på, och flykter från, franska fängelser och straffkolonier. Charrières framställning bygger i grunden på hans egna erfarenheter som livstidsfånge i Franska Guyana men innehåller rikligt med både påhittade inslag och inslag från andra plagierade berättelser.[källa behövs]
Den fristående fortsättningen till Räddningens öar, betitlad Revansch! (originaltitel Banco), är närmast att betrakta som en roman med mycket svag verklighetsanknytning. Till skillnad från vad som oftast påstås när boken diskuteras, rymde Charrière aldrig från Djävulsön, utan från Saint-Laurent-du-Maroni som ligger på fastlandet.
Papillon betyder fjäril på franska och Charrière hade det smeknamnet på grund av att han hade en tatuering av en fjäril på bröstet.
Räddningens öar är översatt till svenska av Kerstin Lind och Lars Erik Sundberg. Den finns även inspelad som ljudbok med Tore Bengtsson som inläsare/berättare.

## Filmatiseringar
Boken filmatiserades 1973 med bland andra Dustin Hoffman och Steve McQueen i rollerna, se Papillon (film).
En nyinspelning av 1973 års film kom 2018 med Charlie Hunnam och Rami Malek i rollerna som Henri "Papillon" Charrière och Louis Dega, se Papillon (film, 2018).